# 名谷駅
名谷駅（みょうだにえき）は、兵庫県神戸市須磨区中落合にある神戸市営地下鉄西神・山手線の駅である。駅番号はS12。線路名称上は当駅を境に新長田駅方が西神線、西神中央駅方が西神延伸線となっており、建設に際しての補助金面での違いがある。
駅イメージテーマは「春」であり、それに合わせて開業時に駅舎の西側の壁面には「春の風」と名付けられ壁画が設置されていた(2023年撤去)。

## 歴史
- 1977年（昭和52年）3月13日：開業[2]。当時は中央の2線のみ使用していた。
- 1985年（昭和60年）6月18日：学園都市駅まで延伸し[3]、両端2線の使用を開始。現在の2面4線の駅となる。
- 1993年（平成5年）7月9日：快速運転開始。快速停車駅となると同時に緩急接続を行う駅となる。
- 1995年（平成7年）
  - 1月17日：阪神・淡路大震災で被災し、不通。
  - 1月18日：営業再開（当駅 - 学園都市駅間単線運転開始）、快速休止。
  - 1月25日：当駅 - 学園都市駅間の複線運転再開。
  - 7月21日：休止していた快速を廃止。
- 2021年（令和3年）：全番線ホームドア設置工事、ホーム段差・縮小工事完了。
- 2023年（令和5年）6月30日：「テテ名谷」北ゾーンがオープン。
- 2025年（令和7年）3月18日：「テテ名谷」南ゾーンがオープン。駅リニューアル工事が完了。

## 駅構造
神戸市営地下鉄は1977年（昭和52年）に当駅より新長田駅まで開業したため、当駅に0キロポストが設置されている。西神・山手線は、第二次世界大戦中の国家総動員法による、放射線道路建築予定地を利用し建設された。名谷駅は、「スッポコ谷（行き止まりの谷）の名谷」といわれた、石灰岩の草深い谷に建設された。
地上1階にコンコース、改札があり、地下1階にプラットホームがある地上掘割式駅である。ホームは2面4線で、1・4番線が本線である。かつて快速が運転されていたころにはこの駅で緩急接続が行われており、1・4番線に快速が、2・3番線に普通が停車していた。
2025年3月には、駅舎リニューアル工事、北館新設工事が完了した。

### のりば
| ホーム | 路線         | 行先                    |                            |
| ------ | ------------ | ----------------------- | -------------------------- |
| 1      | 西神・山手線 | ■三宮・新神戸・谷上方面 | 主に西神中央方面からの列車 |
| 2      | 西神・山手線 | ■三宮・新神戸・谷上方面 | 主に当駅始発列車           |
| 3      | 西神・山手線 | □学園都市・西神中央方面 | 主に当駅始発列車           |
| 4      | 西神・山手線 | □学園都市・西神中央方面 | 主に新神戸方面からの列車   |

付記事項
- 基本的に外側2線を新神戸方面 - 西神中央方面の電車が使用し、内側2線を当駅始発および当駅止まりの電車が使用するが、深夜時間帯に新神戸方面からの当駅止まりの列車が4番線到着後そのまま夜間滞泊となり、それ以降の新神戸方面からの西神中央行き電車が3番線を使用する場合もある。
- 当駅に隣接して（乗務員区所の）名谷乗務区があるため、一部列車は当駅で乗務員交代が行われる。

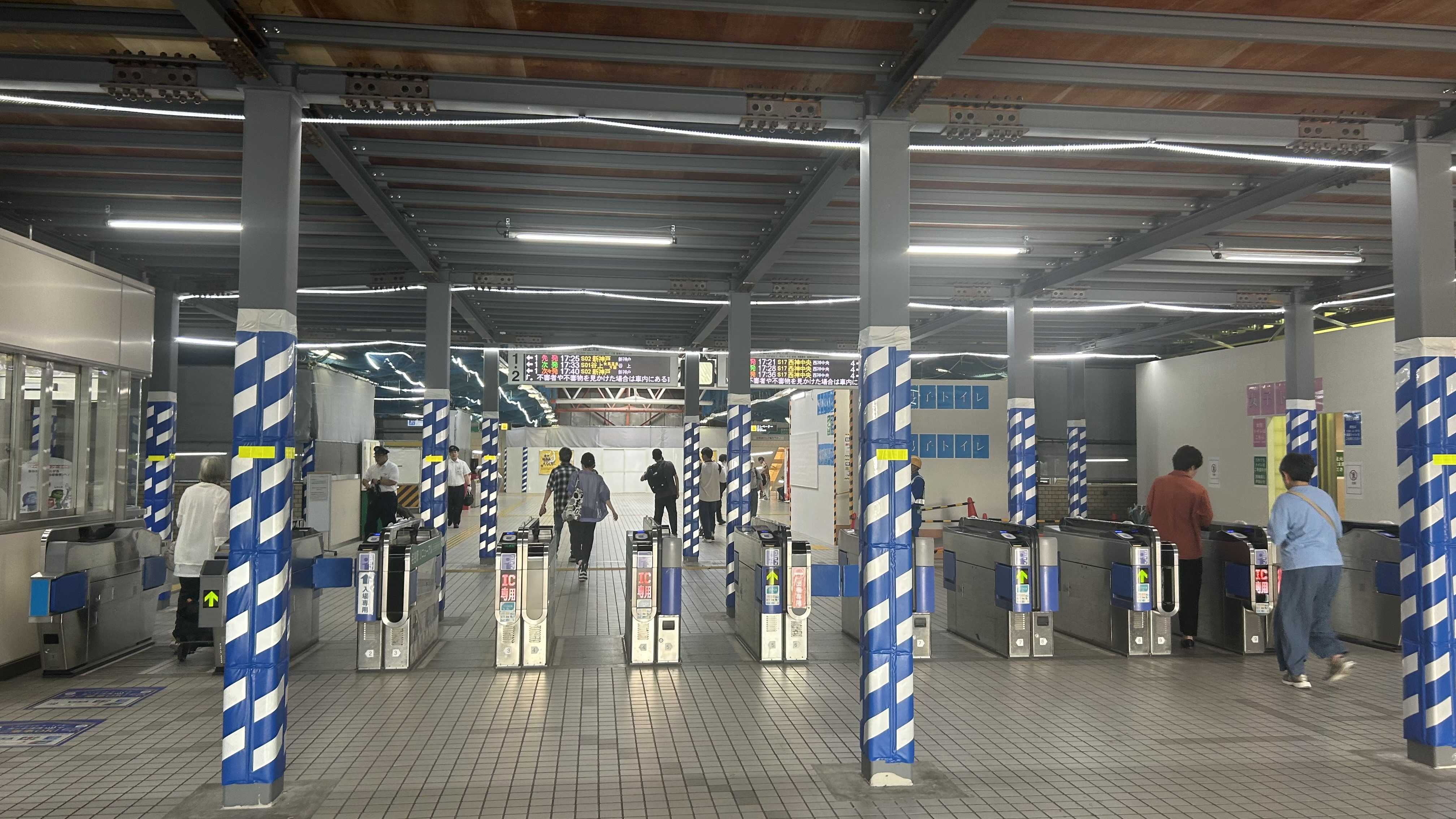
改札口
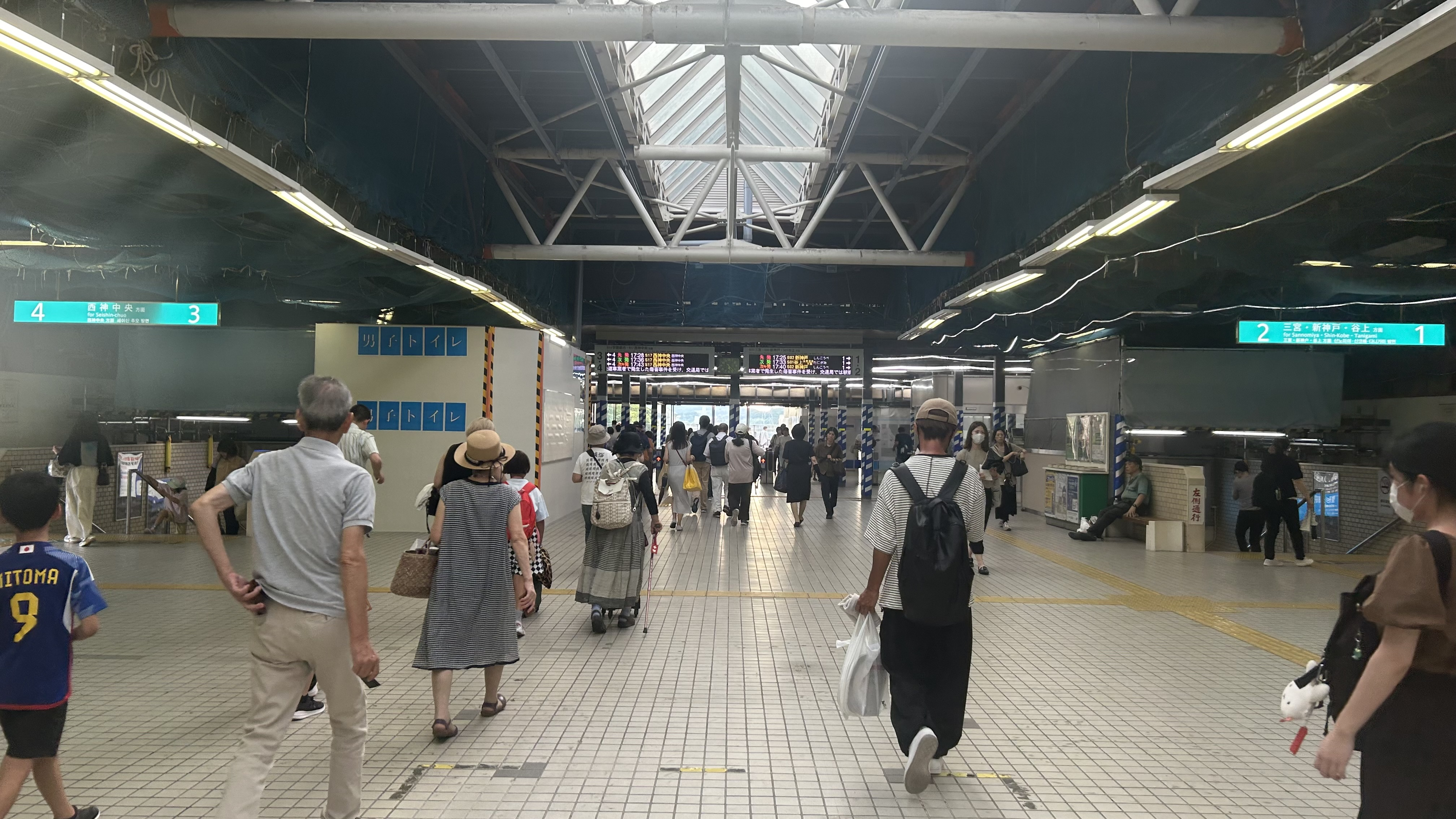
コンコース
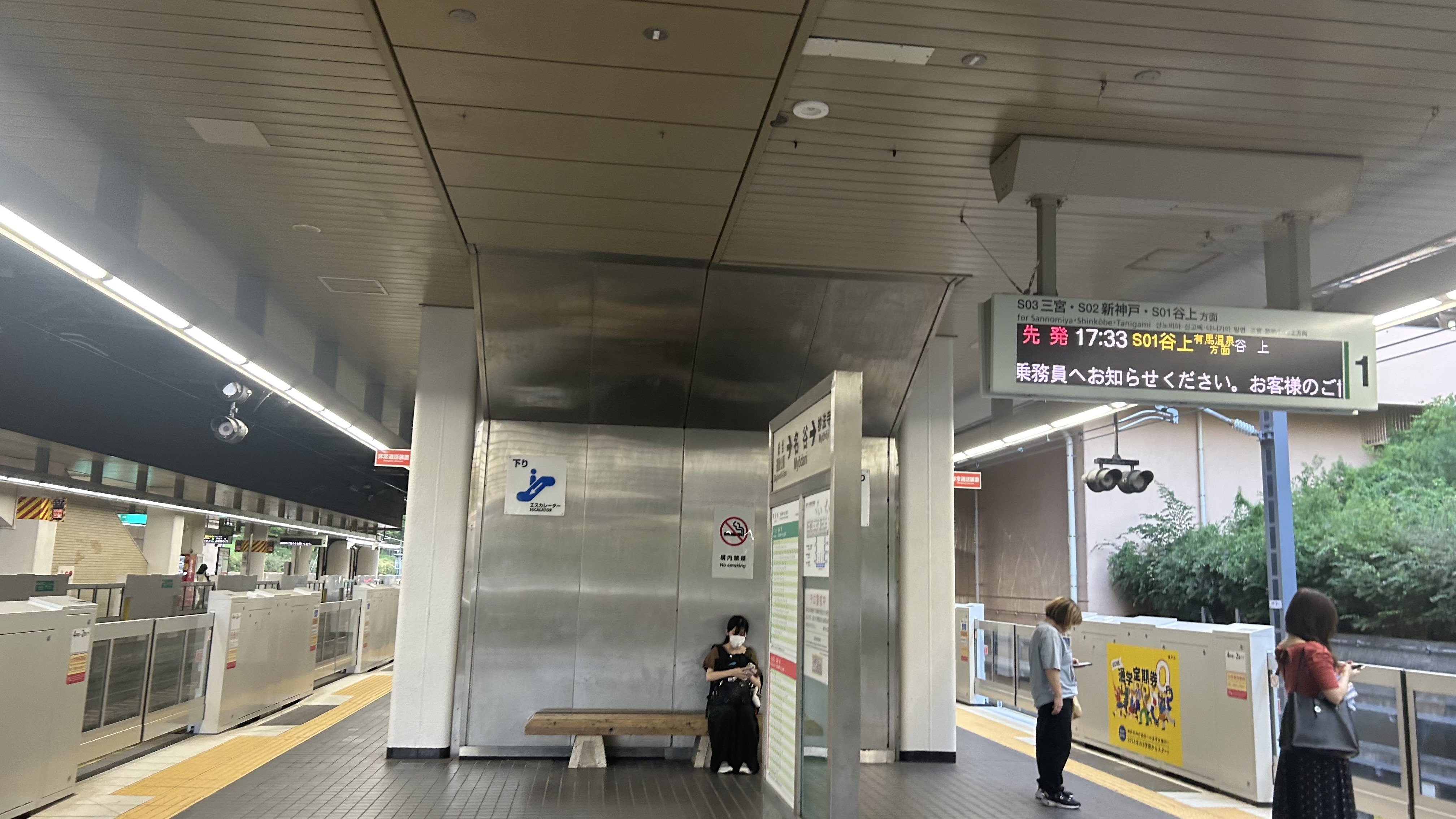
1・2番線ホーム
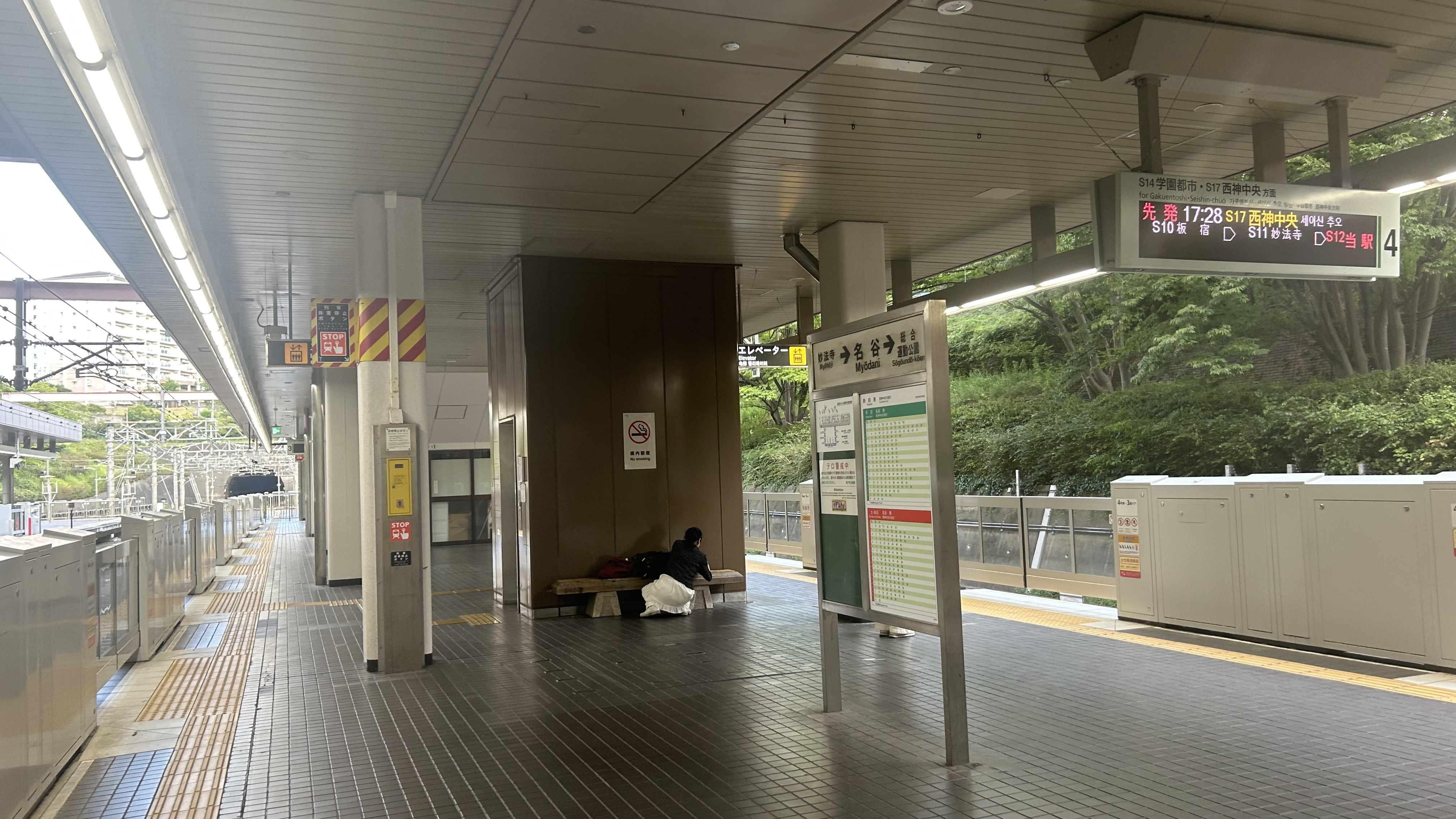
3・4番線ホーム
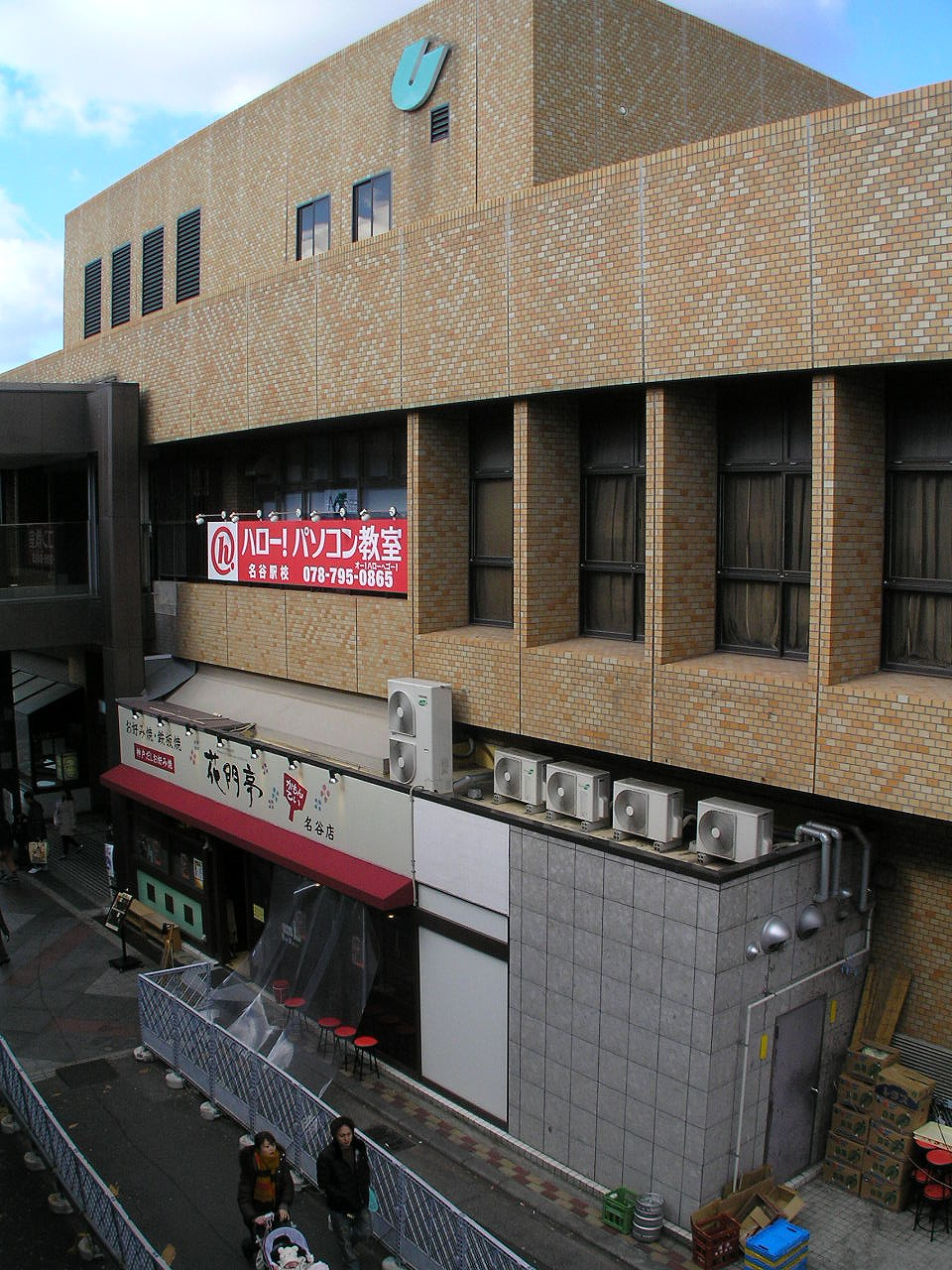
名谷駅ビル
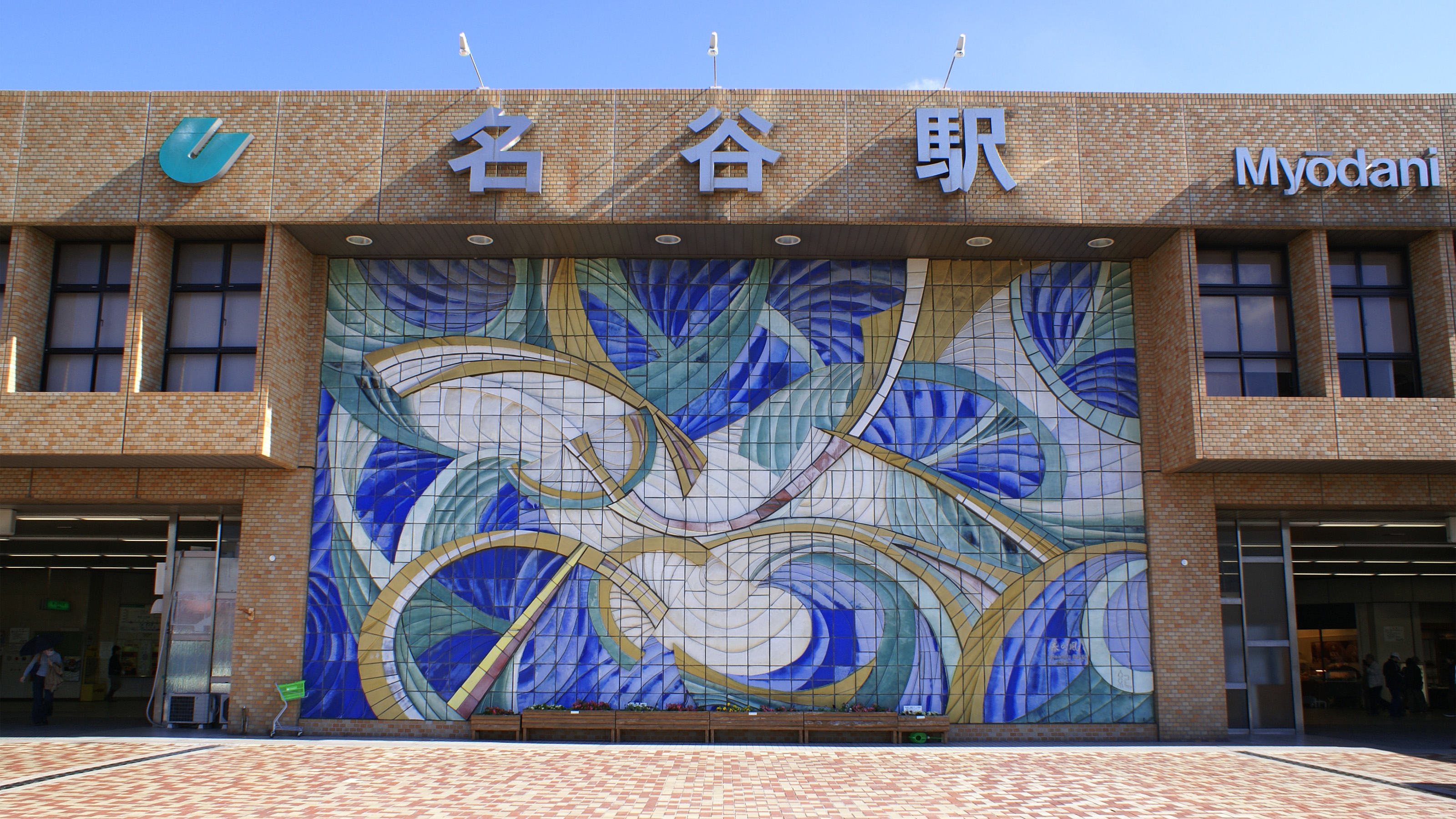
旧駅舎

## ダイヤ
東西行とも朝ラッシュ3分間隔、日中7分30秒間隔、夕ラッシュ5 - 7分間隔。

## 利用状況
2022年度の1日平均乗車人員は22,528人である。西神・山手線の駅では三宮駅に次ぐ第2位であり、乗換駅がない単独駅では県内第2位。須磨区内の鉄道駅では最も利用客が多い。
駅近辺は大丸百貨店やダイエーを核店舗とする商業施設須磨パティオが併設されている。また、当駅を発着するバス路線も多く、朝夕のラッシュ時は混雑する。
近年の1日平均乗車人員の推移は下表のとおり。2002年度以降は減少傾向にあり、2012年度には第3位の西神中央駅との差が341人まで縮まった。その後、2013年度には名谷駅が微増したのに対し、西神中央駅が微減となり、差は1,504人に広がった。
| 年度               | 1日平均 乗車人員 |
| ------------------ | ---------------- |
| 1995年（平成07年） | 36,036           |
| 1996年（平成08年） | 35,954           |
| 1997年（平成09年） | 33,948           |
| 1998年（平成10年） | 31,560           |
| 1999年（平成11年） | 30,895           |
| 2000年（平成12年） | 30,285           |
| 2001年（平成13年） | 33,072           |
| 2002年（平成14年） | 34,002           |
| 2003年（平成15年） | 32,956           |
| 2004年（平成16年） | 31,630           |
| 2005年（平成17年） | 31,214           |
| 2006年（平成18年） | 30,819           |
| 2007年（平成19年） | 30,278           |
| 2008年（平成20年） | 29,552           |
| 2009年（平成21年） | 27,936           |
| 2010年（平成22年） | 27,588           |
| 2011年（平成23年） | 26,916           |
| 2012年（平成24年） | 26,700           |
| 2013年（平成25年） | 27,246           |
| 2014年（平成26年） | 27,175           |
| 2015年（平成27年） | 27,055           |
| 2016年（平成28年） | 26,675           |
| 2017年（平成29年） | 26,388           |
| 2018年（平成30年） | 26,088           |
| 2019年（令和元年） | 25,407           |
| 2020年（令和02年） | 20,421           |
| 2021年（令和03年） | 21,622           |
| 2022年（令和04年） | 22,528           |

## 駅周辺施設

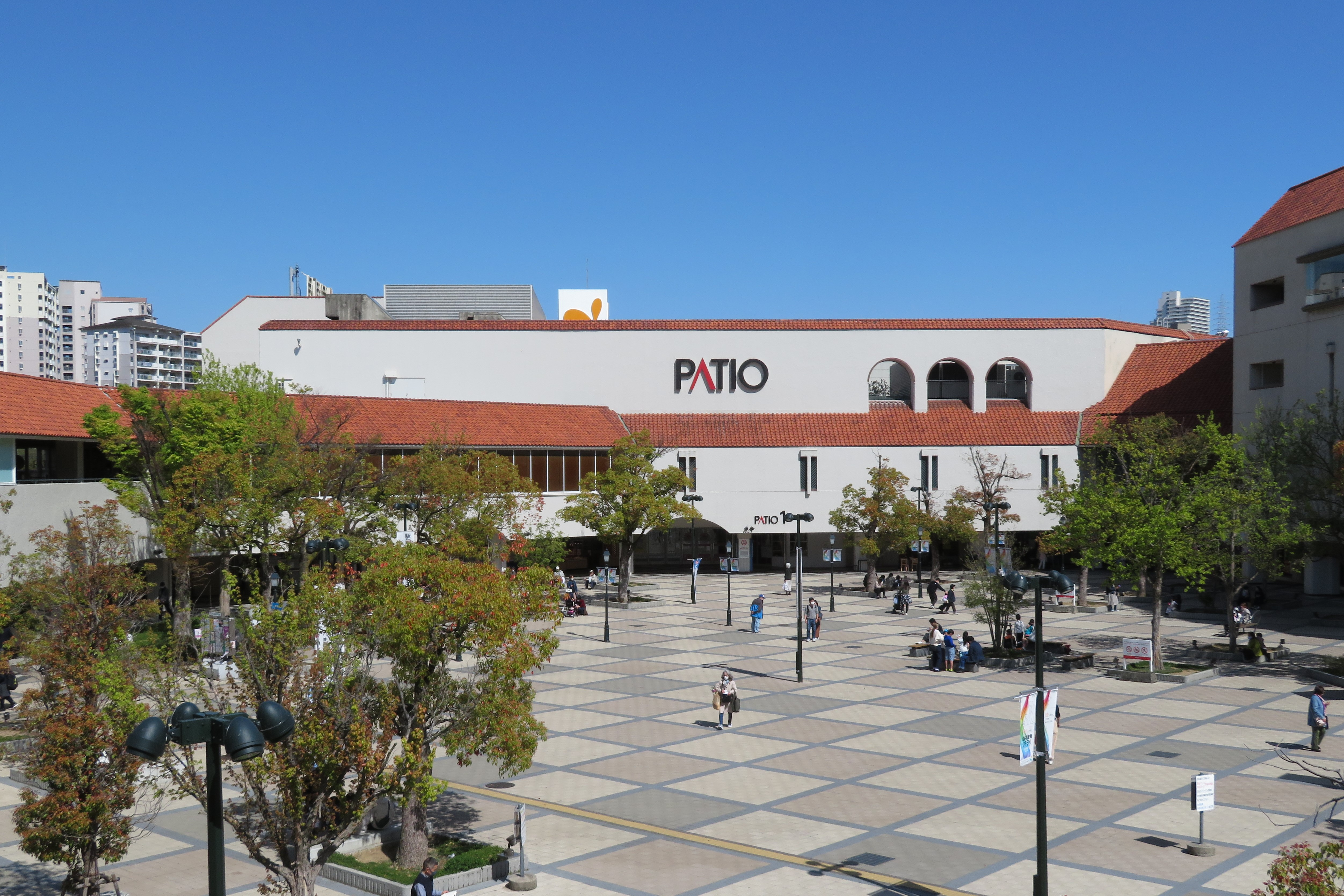
須磨パティオ（専門店街）

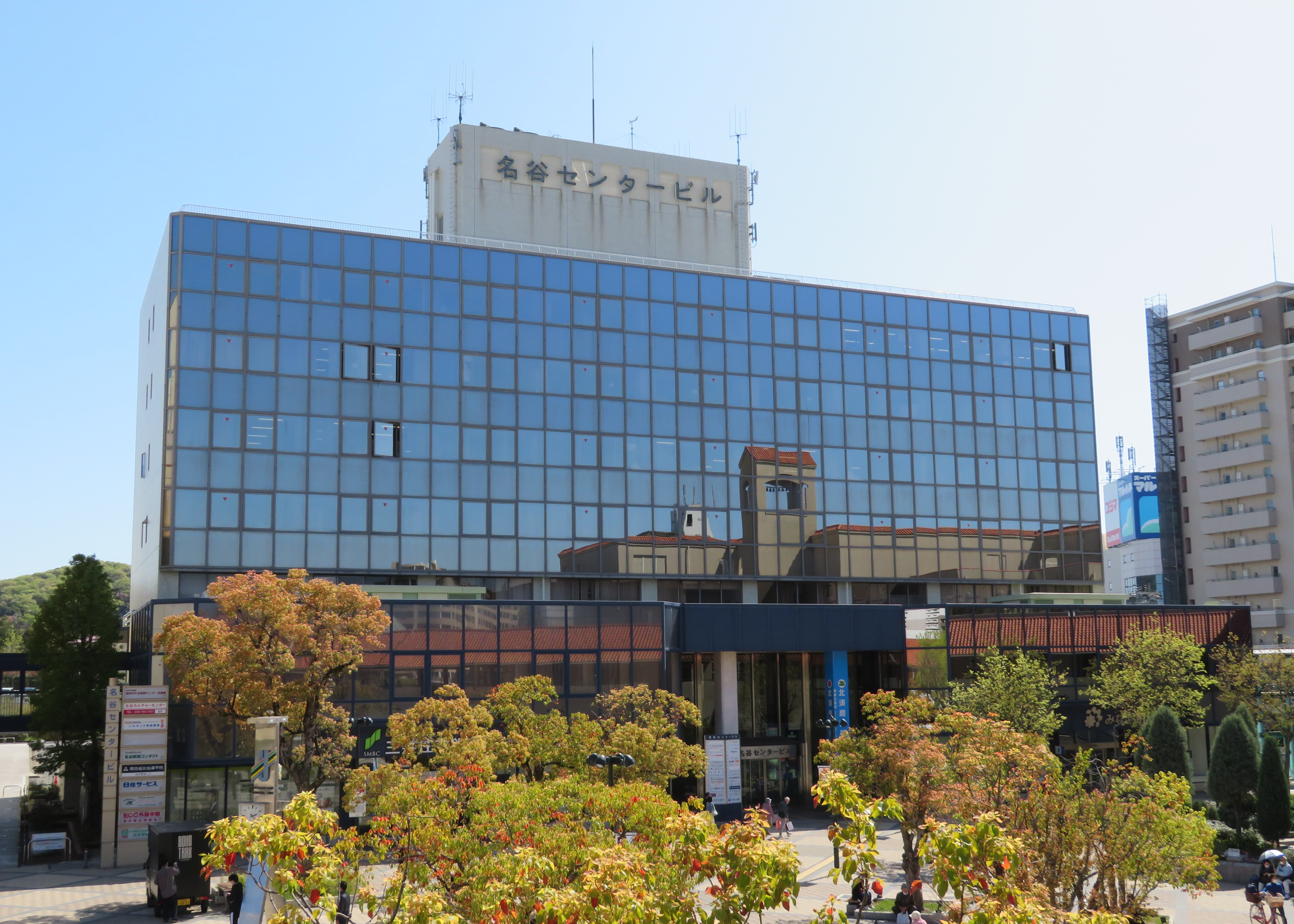
名谷センタービル

須磨ニュータウンの中心地であり、駅には大型ショッピングセンターが隣接する。線路面の海抜は約98m。なお、駅周辺の地名は落合（おちあい）であり、本来の名谷地区は福田川を数km下った垂水区北部の垂水JCT付近を含む垂水区名谷町である。
現在、駅周辺では再開発事業が盛んに行われている。
- 神戸市 証明書自動交付機コーナー
- 須磨パティオ[7]
  - 専門店街
  - ダイエー名谷店
  - 上新電機名谷ダイエー店
  - 大丸須磨店
    - 神戸市立名谷図書館（4階）

  - TSUTAYA名谷駅前店
- 名谷センタービル
  - 三井住友銀行 北須磨支店・神戸学園都市支店（1階）（旧太陽神戸銀行→太陽神戸三井銀行→さくら銀行）    - ※2024年3月11日より、神戸学園都市支店が移転し共同店舗となる。

  - みなと銀行 須磨ニュータウン支店（1階）（旧兵庫銀行→みどり銀行）
  - 須磨区役所北須磨支所（4･5階）
- 兵庫県須磨警察署名谷中央交番
- 神戸市消防局須磨消防署北須磨出張所
- 神戸地方法務局須磨出張所
- 須磨北郵便局（ゆうちょ銀行須磨店併設）
- OMこうべ名谷駅西臨時駐車場
- NMF 神戸名谷ビル（旧名谷“K”Lineビル）
  - マルハチ名谷駅前店（旧阪急ニッショーストア名谷店→阪急オアシス名谷店）
  - コジマ×ビックカメラ名谷店
- LUCCA名谷
  - メンズプラザアオキ名谷店
  - ビッグボーイ名谷店
  - コ・ス・パ名谷
  - タイムズLUCCA名谷
- ヤナセ名谷支店
- 株式会社ベルコ 名谷シティホール

須磨ニュータウン内 -- 徒歩10分から20分
- 神戸医療センター（旧・国立神戸病院）
- 神戸大学名谷キャンパス（医学部保健学科・大学院保健学研究科）
- 兵庫県立北須磨高等学校
- 兵庫県立須磨東高等学校
- 兵庫県立須磨友が丘高等学校
- 神戸市立須磨翔風高等学校
- 神戸市立青陽須磨支援学校
- 神戸市環境局落合クリーンセンター
- 落合中央公園
- 神戸市立北須磨文化センター
- 名谷車両基地[注釈 1]
- 近畿労働金庫北須磨出張所（えがおサロン）(店番649)

## バス路線

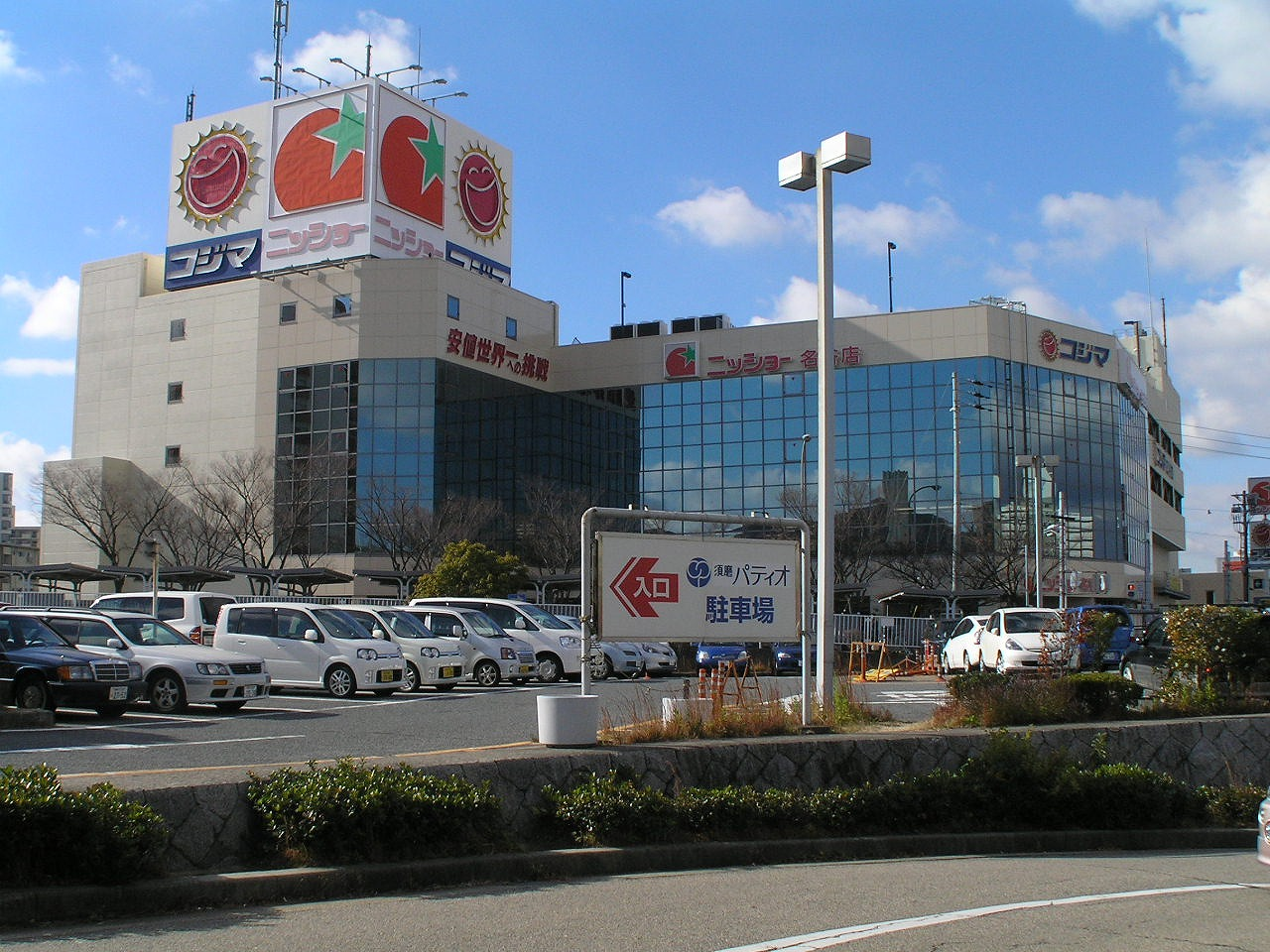
阪急ニッショーストア名谷店・コジマNEW名谷店（撮影当時）

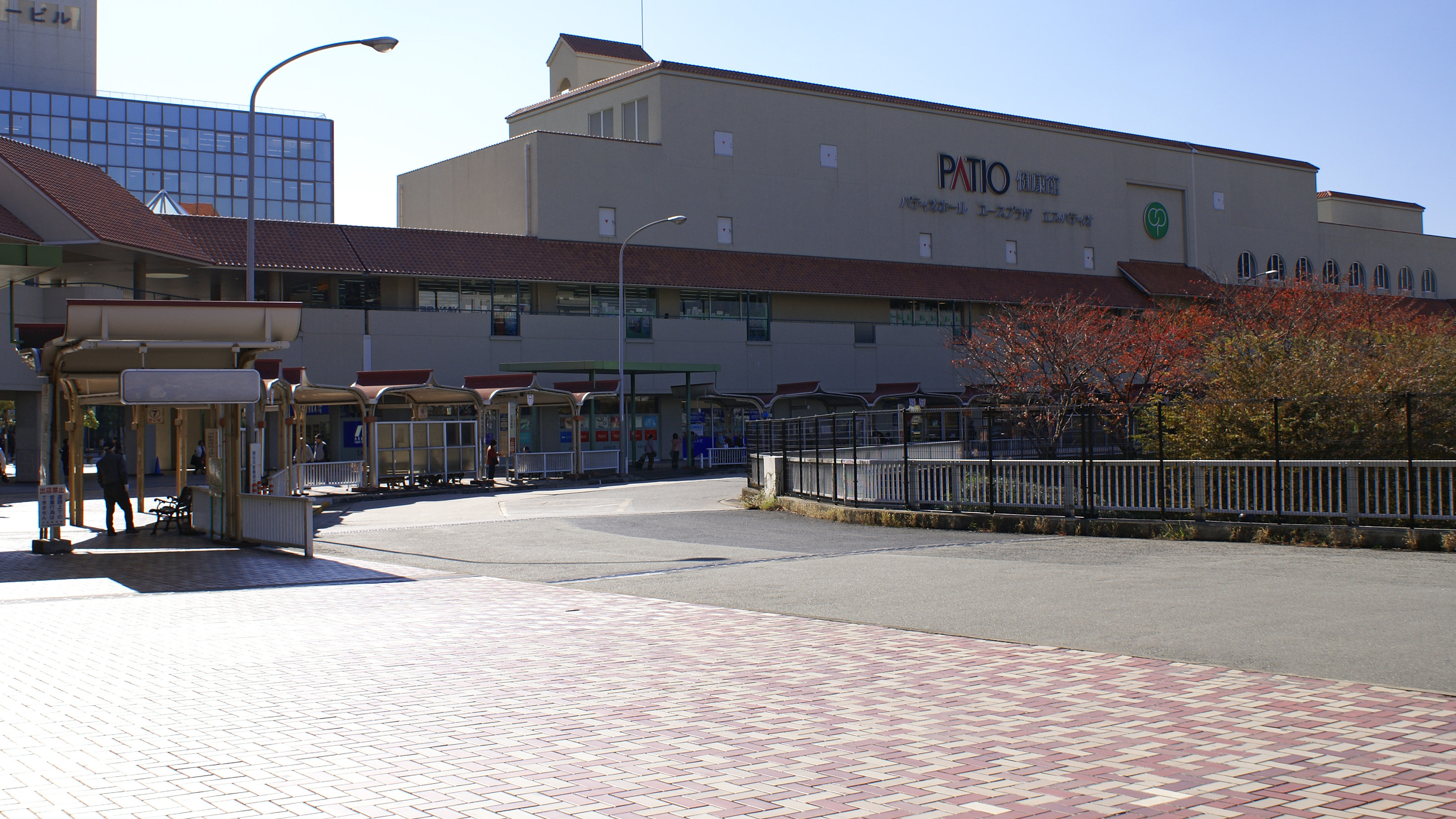
駅前バスターミナル

駅前にはバスターミナルがあり、垂水区方面を山陽バスが、北須磨ニュータウン内を神戸市営バスが、伊川谷方面を神姫バスが担当する。
バス乗り場は、東からみるとL字形になっている。最も改札から遠い乗り場が(1)で、(8)まで続いている。降り場は(8)乗り場の北側とその降り場の東側にある。
| 乗り場 | 系統 | 経由                                       | 行先                   | 会社        | 備考                      |
| ------ | ---- | ------------------------------------------ | ---------------------- | ----------- | ------------------------- |
| 1      | 15   | 北須磨高校前・滑・松風台                   | 青山台                 | ●市営 ●山陽 | 共同運行                  |
| 1      | 15   | 神戸医療センター下・滑・松風台             | 青山台                 | ●山陽       |                           |
| 1      | 特15 | 北須磨高校前・中山（旧道）                 | 青山台                 | ●山陽       |                           |
| 1      | S15  | 北須磨高校前・神和台・名谷小学校前（新道） | 青山台                 | ●山陽       |                           |
| 2      | 5    | 学が丘・掖済会病院前・上高丸団地           | 垂水駅                 | ●山陽       |                           |
| 2      | 12   | 中山・滑・野田通                           | 垂水東口               | ●山陽       |                           |
| 2      | 13   | つつじが丘・滑                             | 垂水東口               | ●山陽       |                           |
| 2      | 14   | 中山・学が丘                               | 舞子高校前・学園都市駅 | ●山陽       |                           |
| 3      | 79   | 落合団地前・若草町                         | 東白川台団地           | ●市営       |                           |
| 3      | 79   | 落合団地前・若草町                         | 東白川台               | ●市営       |                           |
| 3      | 120  | 落合団地前                                 | しあわせの村           | ●市営       |                           |
| 3      | 120  | 落合団地前                                 | ひよどり台             | ●市営       | 深夜1本のみ               |
| 4      | 76   | 神戸医療センター前・名谷公園前             | 【循環】名谷駅         | ●市営       | 始発 - 14時代             |
| 4      | 76   | 名谷公園前・神戸医療センター前             | 【循環】名谷駅         | ●市営       | 15時代 - 最終             |
| 5      | 73   | 北須磨団地                                 | 妙法寺駅前             | ●市営       |                           |
| 5      | 73   | 北須磨団地                                 | 友が丘                 | ●市営       |                           |
| 5      | 74   | 北須磨団地                                 | 柏台                   | ●市営       |                           |
| 6      | 77   | 須磨東高校・白川台一丁目                   | 【循環】名谷駅         | ●市営       |                           |
| 6      | 83   | 城が谷公園                                 | 【循環】名谷駅         | ●市営       |                           |
| 6      | 83   | 千原公園・城が谷公園                       | 【循環】名谷駅         | ●市営       |                           |
| 7      | 14   | 白川台・伊川谷駅・伊川谷小学校前           | 明石駅南口             | ●神姫       | 2022年4月のダイヤ改正より |
| 7      | 70   |                                            | 白川台                 | ●市営       |                           |
| 8      | 78   | 友が丘中学校前                             | 【循環】名谷駅         | ●市営       |                           |
| 8      | 78   | 南落合四丁目                               |                        | ●市営       |                           |
| 8      | 84   | 須磨東高校・清水台                         | 若草町                 | ●市営       |                           |

## 特記事項
- 自動体外式除細動器（AED）が1台設置されている。

## 隣の駅
神戸市営地下鉄
西神・山手線
妙法寺駅 (S11) - 名谷駅 (S12) - 総合運動公園駅 (S13)
- （）内は駅番号を示す。